# Hepatocyt

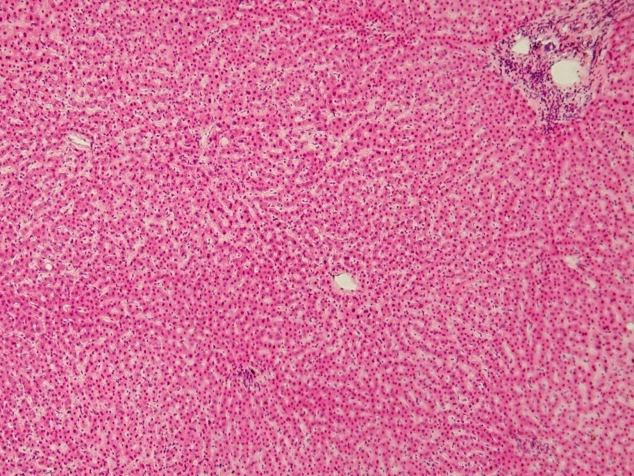
En lever i genomskärning

Hepatocyter eller leverceller är de celler i levern som är ansvariga för leverns funktion. En av uppgifterna som hepatocyterna har är att producera galla.